# Døvblindhed
Døvblindhed er betegnelsen for et handikap, der viser sig ved, at personen både har syns- og hørenedsættelse i en sådan grad, at det sammen gør det svært for personen at klare sig uden hjælp. Døvblindhed ses ikke som hverken døvhed eller blindhed, men som en funktionsnedsættelse i sig selv. Døvblindhed kan enten være medfødt eller erhvervet senere i livet. Døvblinde kan kun kommunikere med stemmen og fagter. Fagterne bruges i døvblindes sprog, Lorm.
Den amerikanske forfatterinde Helen Keller er en af de mest kendte døvblinde personer.

## Døvblindfødte
Medfødt døvblindhed er en funktionsnedsættelse, der opstår som følge af alvorlig grad af kombineret syns- og hørenedsættelse.
Funktionsnedsættelsens udtryk vil variere alt efter syns- og hørenedsættelsens omfang, og hvorvidt døvblindheden optræder alene eller er kombineret med andre funktionsnedsættelser.
Medfødt døvblindhed adskiller sig fra erhvervet døvblindhed på den måde, at funktionsnedsættelsen er til stede ved fødslen eller indtræder, inden en sproglig kommunikation er udviklet.
Medfødt døvblindhed kan først og fremmest medføre mange forskellige former og grader af kommunikationsproblemer. Funktionsnedsættelsen begrænser ikke blot mulighederne for at udvikle kommunikation, den begrænser også udvikling af sociale kompetencer.

### Karakteristika
Mennesker med medfødt døvblindhed udgør en meget heterogen gruppe. Der er mange forskellige årsager til funktionsnedsættelsen.
Syns-og hørenedsættelsens omfang, eventuelle yderligere funktionsnedsættelser og ikke mindst den service, den døvblindfødte person modtager, vil være afgørende for, hvor langt den enkelte når i udviklingen.
Der er dog nogle karakteristika, der gælder alle mennesker, der er født døvblinde.
| Karakteristika           | Forklaring |
| ------------------------ | --- |
| Det dobbelte sansetab    | Blinde kompenserer for deres manglende syn med en skarp hørelse. Døve er voldsomt afhængige af deres øjne. Mennesker med medfødt døvblindhed har ikke mulighed for at kompensere for manglende syn og hørelse med en anden fjernsans. Derfor må de hovedsagligt anvende de kropsnære sanser som bevægelse, berøring, lugt og smag. Det medfører, at døvblindfødtes udvikling og trivsel er helt afhængig af en meget speciel tilrettelæggelse. |
| Kompleksitet             | Medfødt døvblindhed er en meget sammensat størrelse. Ud over det dobbelte sansetab er der ofte andre funktionsnedsættelser forbundet med de syndromer og vira, der kan resultere i medfødt døvblindhed. Kompleksiteten gør, at medfødt døvblindhed kan være svær at få øje på og tit forveksles med andre funktionsnedsættelser som alvorlig udviklingshæmning eller autisme. |
| Tilpasning af omgivelser | Døvblindfødtes muligheder for at udvikle sig afhænger i høj grad af nærpersonerne omkring dem. Optimal udvikling kræver et, at nærpersonerne har et indgående kendskab til døvblindhed generelt, til pædagogiske metoder og især til den enkelte døvblindfødte. Derudover skal den fysiske indretning af bolig tilpasses individuelt. |
| Læring                   | Enhver form for læring er forbundet med store fysiske og mentale anstrengelser. Mennesker, der er født døvblinde, vil ofte opleve verden i brudstykker. Det tager lang tid og kræver mange ressourcer at forstå sammenhænge, fordi al information fra nærsanserne er sekventiel. For at kompensere for funktionsnedsættelsen skal læreprocesser baseres på berøring, bevægelse, lugt og smag. Læring kræver som regel 1 til 1 situationer med en kompetent partner. |
| Kommunikation            | Kommunikation med døvblindfødte må primært udvikles via kropssanserne. Den grundlæggende kommunikation er baseret på de kropslige udtryk, som det døvblinde barn selv skaber på baggrund af egne erfaringer. Partneren følger og anvender barnets egne udtryk og bruger derudover tegn fra døves tegnsprog og/eller tale. Ofte anvendes flere kommunikationssystemer samtidigt - altid tilpasset den enkelte døvblindfødtes sansemæssige og kognitive muligheder. Udover kropslige udtryk, tegn og tale anvendes også referenceobjekter og taktile eller visuelle billeder for at støtte kommunikationen. |
| Isolation                | Social isolation er en alvorlig konsekvens af døvblindhed. Nogle mennesker med medfødt døvblindhed er isolerede, når nærpersonerne er uden for rækkevidde. Andre bliver det, når de indgår i en mere kompleks situation - f.eks. flere mennesker sammen - som er svær for dem at følge med i og overskue. |

### Identifikation
Identifikation af medfødt døvblindhed er en kompliceret og tidskrævende proces. Døvblindhed kan nemt forveksles med andre funktionsnedsættelser, og det kræver trænede øjne og et tværfagligt samarbejde at lave en tilstrækkelig udredning.
Det er meget vigtigt at få identificeret medfødt døvblindhed så hurtigt som muligt. Børn, der er født med nedsat syn og hørelse, risikerer alvorlige udviklingsforstyrrelser, hvis ikke de får de rette pædagogiske tilbud tidligt i livet.
Ansvaret for udredning ligger hos kommunerne, som kan trække på specialister fra Døvblindecentrets landsdækkende konsulentfunktion. I særligt svære sager kan et nationalt udredningsteam træde til og hjælpe med udredning og identifikationen. Teamet har medlemmer fra det medicinske, det psykologiske og det pædagogiske felt.
Procedurerne omkring identifikationen er under stadig udvikling. De ændrer sig i takt med, at der bliver udviklet ny viden om medfødt døvblindhed og nye procedurer for såvel medicinsk som pædagogisk/psykologisk udredning.
Gennem de seneste år er der især blevet lagt stor vægt på at analysere sansernes funktion i samspilssituationer, da det er her, at funktionsnedsættelsen træder tydeligst frem. Derudover er det nødvendigt at lave både medicinske undersøgelser og funktionelle udredninger.

### Diagnoser
Der er mange forskellige årsager til medfødt døvblindhed. Blandt de knap 200 danskere, der har medfødt døvblindhed, er der fundet mere end 40 forskellige medicinske hoveddiagnoser, der ligger til grund for funktionsnedsættelsen.
Den mest udbredte årsag til medfødt døvblindhed er medfødt rubella syndrom (røde hunde-virus i det tidlige fosterstadie). Døvblindfødte med rubella syndrom findes dog i dag ikke i børnegruppen på grund af et effektivt vaccinationsprogram mod røde hunde.
CHARGE syndrom, præmaturitet (tidlig fødsel) og cytomegalovirus er andre diagnoser, der har en vis udbredelse. Derudover er der en lang række sjældne syndromer og enkelte andre vira, der er skyld i et enkelt eller to tilfælde af medfødt døvblindhed.
I mange tilfælde er det ikke kun syn og hørelse, der ikke fungerer normalt. Nogle diagnoser indebærer også skader på andre organer, hjerneafvigelser og nogle har et progredierende forløb, som kan resultere i et relativt kort livsforløb.

### Antal døvblindfødte i Danmark
Danmark er det land i verden, hvor forekomsten af medfødt døvblindhed er undersøgt grundigst. Alligevel er det vanskeligt at komme med et helt præcist tal på, hvor mange mennesker i Danmark, der er døvblindfødte.
I 2004 blev der gennemført en kortlægningsundersøgelse, hvor alle landets kommuner blev kontaktet med henblik på at identificere alle tilfælde af medfødt døvblindhed i Danmark. Resultatet blev 180 tilfælde, men i nogle af landets største kommuner – blandt andet Københavns Kommune – blev der fundet bemærkelsesværdigt få tilfælde. Så det reelle tal er sandsynligvis en smule højere end 180.

### Speciel tilrettelæggelse
Mennesker med medfødt døvblindhed har brug for speciel tilrettelæggelse i næsten alle livets aspekter.
Alt lige fra bolig over hjælpemidler til pædagogiske tiltag skal indrettes efter den enkeltes behov, hvis den døvblindfødte skal have mulighed for at skabe sig den bedst mulige livskvalitet og udvikling.
Behovene for specifikke tilpasninger af omgivelser og tilbud varierer meget inden for gruppen af døvblindfødte. De afhænger af flere forskellige forhold:
• graden af høre- og synsnedsættelse
• om døvblindheden er kombineret med andre funktionsnedsættelser
• om funktionsnedsættelsen er stabil eller progressiv.

### Nordisk definition
I slutningen af 2007 blev man i de nordiske lande enige om en ny definition af døvblindhed. I 2016 kom en revideret version af definitionen. Første del lyder: 
"Døvblindhed er en kombineret nedsættelse af syn og hørelse i en sådan grad, at det er vanskeligt for de nedsatte sanser at kompensere for hinanden. Døvblindhed er således en selvstændig funktionsnedsættelse." 
Definitionen udgør grundlaget for identifikation af og service for personer med døvblindhed i alle de nordiske lande. Den er baseret på FN´s standardregler og WHO's klassifikationssystem, så den kan bruges på tværs af landegrænser.
"Nordisk definition & nordisk vejleder" indeholder også en række faglige anbefalinger i forhold til identifikation af medfødt døvblindhed, udvikling af tilbud samt uddannelse af professionelle.